# Santa Mariana
Santa Mariana est une municipalité brésilienne située dans l'État du Paraná.